# フェンダー・ミュージックマスター
フェンダー・ミュージックマスター (Fender Musicmaster) はフェンダーのエレクトリック・ギターで、最初の3/4スケールギターである。ピックアップは1基でトレモロ・ユニットは無く、基本的だが実用的な楽器である。
ミュージックマスターと、2ピックアップヴァージョンの僚機デュオソニックの設計は1955年終盤に販売部門からの要求で始まった。1956年初頭には試作品が完成、続けて両機の広告チラシが作られた。製造は同年の4月に開始、2ヶ月以上遅れたデュオソニックと共用するため、ピックアップ2つ分の孔が彫られたボディを使用した。デュオソニックとミュージックマスターは、その他に22.5インチスケール、21フレットのワンピースのメイプルネック、指板も共通であった。
両機種には大きなデザイン変更が1959年に一度、カタログ全更新にあわせて行われた。このときに、アノダイズ仕上げのアルミピックガードはプラスティック製に置き換えられ、ローズウッド指板の2ピースネックになった。
1964年にムスタング発表にあわせ、ミュージックマスターとデュオソニックはムスタングのネックとボディを使用するように改められた。このボディは大きく、僅かにオフセットされ、プラスティックのピックガードとボリューム、トーンコントロールをマウントする金属プレートが装着されており、ネックにはラージヘッドが付いている。この3モデルにはすべて24インチ/22フレットネックか22.5インチ/21フレットネック、およびラウンドラム・ローズウッド指板かメイプル指板のオプションがあり、24インチの人気が圧倒的に高かった。改訂版ミュージックマスターはミュージックマスターIIと名付けられ、僚機はデュオソニックIIと名付けられた。両方ともブロンコのボディとピックガードと同型だが、「II」の入った物とそうでない物双方のデカールが使用された。
ミュージックマスターは1982年まで製造され、ムスタングと共にリードに置き換えられた。
もう一つの22.5インチスケールギタースウィンガーはミュージックマスターのブリッジと電気系統、ピックガードをベースVのボディに載せたギターである。

## 使用ミュージシャン
- ロリー・ギャラガー - 白いボディに黒ピックガードの78年製を使用。ディマジオ製ストラト・タイプのピックアップやセレクタースイッチを付ける改造がなされていた。
- エイドリアン・ブリュー（キング・クリムゾン） - ケーラー製トレモロユニットやローランドのギターシンセサイザーのコントロールが組み込まれる改造がなされていた。
- カート・コバーン（ニルヴァーナ） - 65年製を所有。死後、妻のコートニー・ラブからデイヴ・ナヴァロに譲渡された模様。
- グレアム・コクソン（ブラー） - BeetlebumやCoffee And TVなどのPVで確認できる。
- テレサ・ウェイマン（ウォーペイント） - ElephantsのPVで使用。
- 百々和宏（MO'SOME TONEBENDER） - 78年製を使用。自身のバンドMO'SOME TONEBENDERにミュージックマスターという曲がある。
- 原田知世（pupa）
- 山内総一郎（フジファブリック） - レコーディングで使用しているほか、一部のPVに登場する。